# Вал (Борисовський район)
Вал (біл. вёска Вал) — село в складі Борисовського району Мінської області, Білорусь. Село підпорядковане Зембинській сільській раді, розташоване в північно-східній частині області.